# Вапняний розчин
Вапняний розчин — будівельний розчин світло-сірого кольору, який складається з 3 компонентів: гашене вапно, пісок, вода. Сухий розчин містить лише гашене вапно та річковий пісок.

## Застосування
У приватному та промисловому будівництві вапняний розчин застосовується для оштукатурення стін, а також, як кладочний розчин в мулярних роботах.
Для приготування вапняного розчину одна частина вапняного тіста розчиняється у водою, утворюється вапняне молоко. Його проціджують, потім поступово додають три частини піску і перемішують.
При використанні як штукатурного розчину, до складу можуть додаватися різні компоненти: цемент, пластифікатори тощо. Розчин твердіє повільно, тому його можна виробляти великими порціями і використовувати 2-3 дні.
Шар вапняного розчину при штукатурних роботах може складати від 0.5 до 3.0 см, рідко до 5.0 см. Під впливом повітря вапняний розчин набирає міцності і перетворюється на вапняк.
Вапняний розчин є складовою різних будівельних розчинів. Найпоширенішими є вапняно-цементний та вапняно-гіпсовий. Вапняно-цементний розчин більш пружнішим ніж цементний, тому його легше розгладжувати. Цей розчин вологостійкий, тому використовується для обштукатурення фасадів, цоколів та приміщень з підвищеною вологістю. Вапняно-гіпсовий розчин через присутність гіпсу боїться вологи, тому використовується для внутрішніх робіт. Застигає швидко, тому його готують невеликими порціями і застосовують через 5-7 хвилин.
Вапняно-цементні розчини використовуються як ґрунтовки.
Використання вапняного розчину при кладці стін підвищує теплоізоляцію, через малу теплопровідність. Але через низький рівень міцності розчин використовують для будівництв споруд до двох поверхів.